# Бартонсвил (Мериленд)
Бартонсвил (енгл. Bartonsville) насељено је место без административног статуса у америчкој савезној држави Мериленд.

## Демографија
По попису из 2010. године број становника је 1.451.
| Група             | 2000.    | 2010.         |
| Белци             | 0 (0,0%) | 1.219 (84,0%) |
| Афроамериканци    | 0 (0,0%) | 115 (7,9%)    |
| Азијати           | 0 (0,0%) | 38 (2,6%)     |
| Хиспаноамериканци | 0 (0,0%) | 48 (3,3%)     |
| Укупно            | 0        | 1.451         |